# Pápakovácsi
Pápakovácsi es un pueblo ubicado en el distrito de Pápa, en el condado de Veszprém, Hungría.

## Superficie
Posee una superficie de 13,92 kilómetros cuadrados.

## Demografía
Hasta 2019 la población era de 556 habitantes, con una densidad de población de 39,94 habitantes por kilómetro cuadrado.